# BAP Carrasco
Pour les articles homonymes, voir Carrasco.
Le BAP Carrasco est un navire océanographique de la Marine péruvienne. Son objectif est de réaliser des campagnes de recherche océanographique, tant dans les eaux péruviennes que dans l'Antarctique, afin de respecter l'engagement pris par le Pérou en vertu du Traité sur l'Antarctique de 1961. Le navire a la capacité de navigation polaire.
Il tire son nom de Eduardo Carrasco Toro (es) (1779-1865), cosmographe principal de la vice-royauté du Pérou

## Histoire
Il a été construit en 2016 par le chantier naval Freire Shipyard (es) à Vigo, en Espagne. Le BAP Carrasco a été acquis par le gouvernement péruvien pour améliorer ses activités de recherche dans les eaux territoriales péruviennes et en Antarctique, où le Pérou exploite la base antarctique Machu Picchu.
En 2014, la marine péruvienne avait lancé un appel d'offres international pour attribuer la construction d'un navire océanographique doté de capacités polaires. Le chantier naval espagnol Freire en fut le vainqueur. Le contrat a été signé le 12 décembre 2014 .Le navire a été livré par le chantier naval Freire à la marine péruvienne le 22 mars 2017 à Vigo (Espagne). Le même jour, il a été commandé lors d'une cérémonie officielle de lever du drapeau sur son pont, en présence notamment de James Thornberry Schiantarelli, haut responsable de la marine péruvienne, et de Jose Antonio García Belaunde, ambassadeur du Pérou en Espagne.
Le 28 janvier 2016, le gouvernement péruvien a désigné le navire «BAP Carrasco (BOP-171)». Le 7 mai 2016, le navire a été mis à l'eau lors d'une cérémonie officielle à laquelle ont assisté le président péruvien Ollanta Humala, le ministre de la Défense et le commandant en chef de la marine.
Le 3 mai 2017, le Carrasco est arrivé à sa base située dans le port de Callao et a été affecté à l'Agence d'hydrographie et de navigation de la marine péruvienne lors d'une cérémonie à laquelle assistait le président péruvien Pedro Pablo Kuczynski. Il a été déployé pour la première fois le 27 juin 2017, participant à une mission de 21 jours.
Le 14 décembre 2017, le navire a entamé sa première mission en Antarctique dans le cadre de l'expédition XXV ANTAR, d'une durée de 90 jours. Au cours de ce voyage, l'équipe de Carrasco a effectué des recherches scientifiques, assuré la maintenance et l'approvisionnement de la base antarctique Machu Picchu péruvienne et effectué des visites protocolaires dans d'autres bases antarctiques avant de regagner sa base d'origine au Pérou le 14 mars 2018.

## Galerie

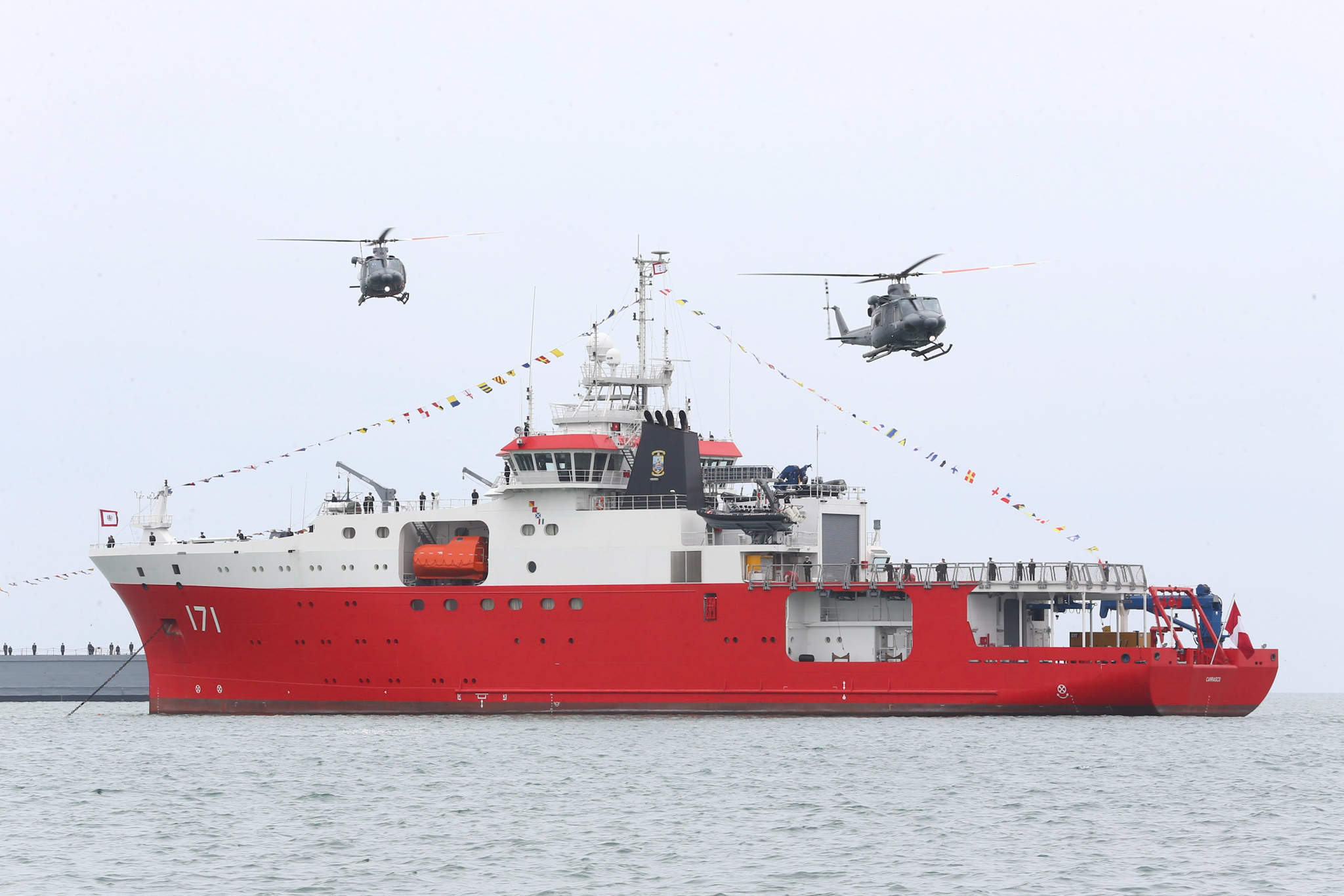
BAP Carrasco (en 2017)
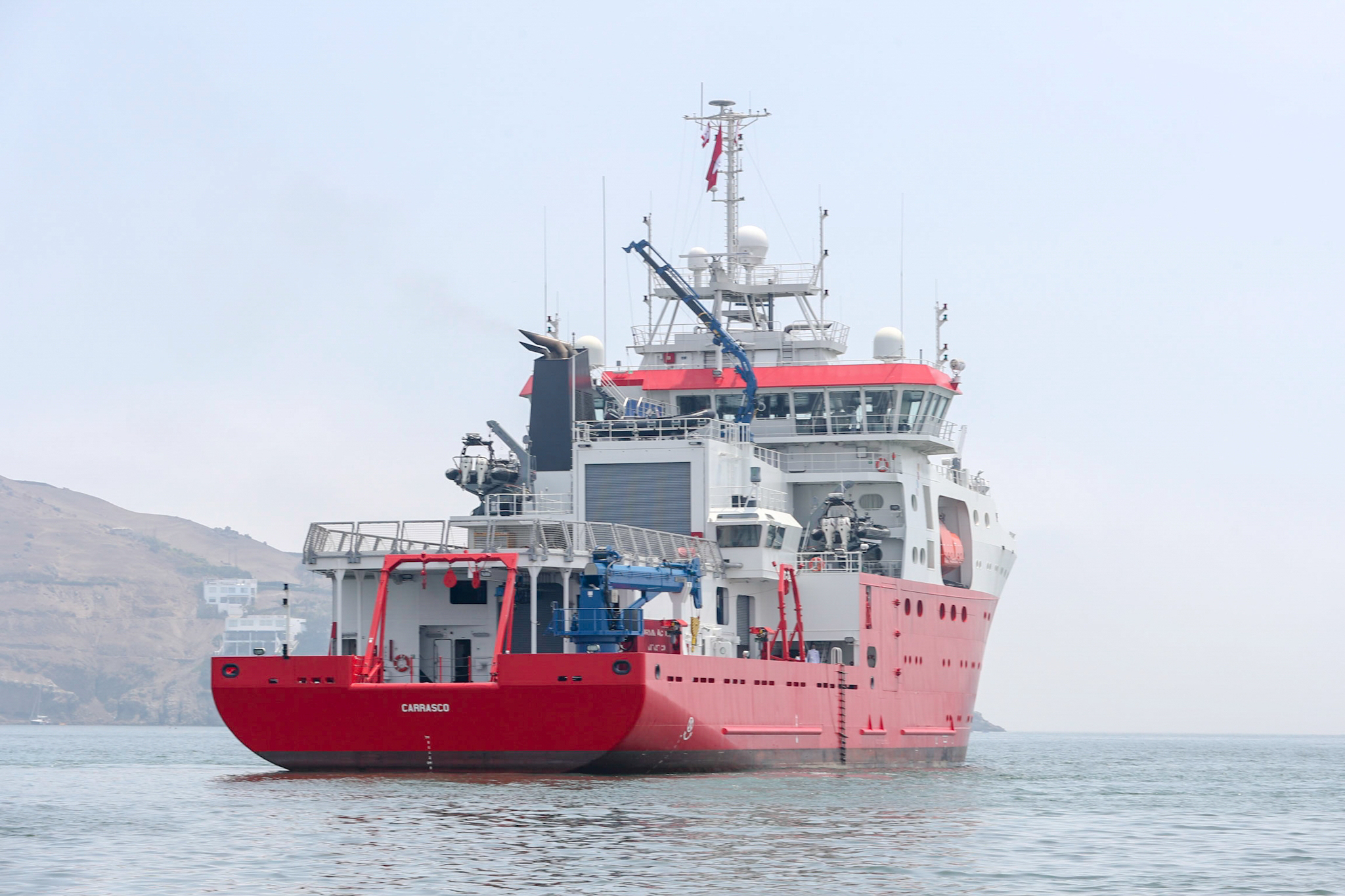
BAP Carrasco
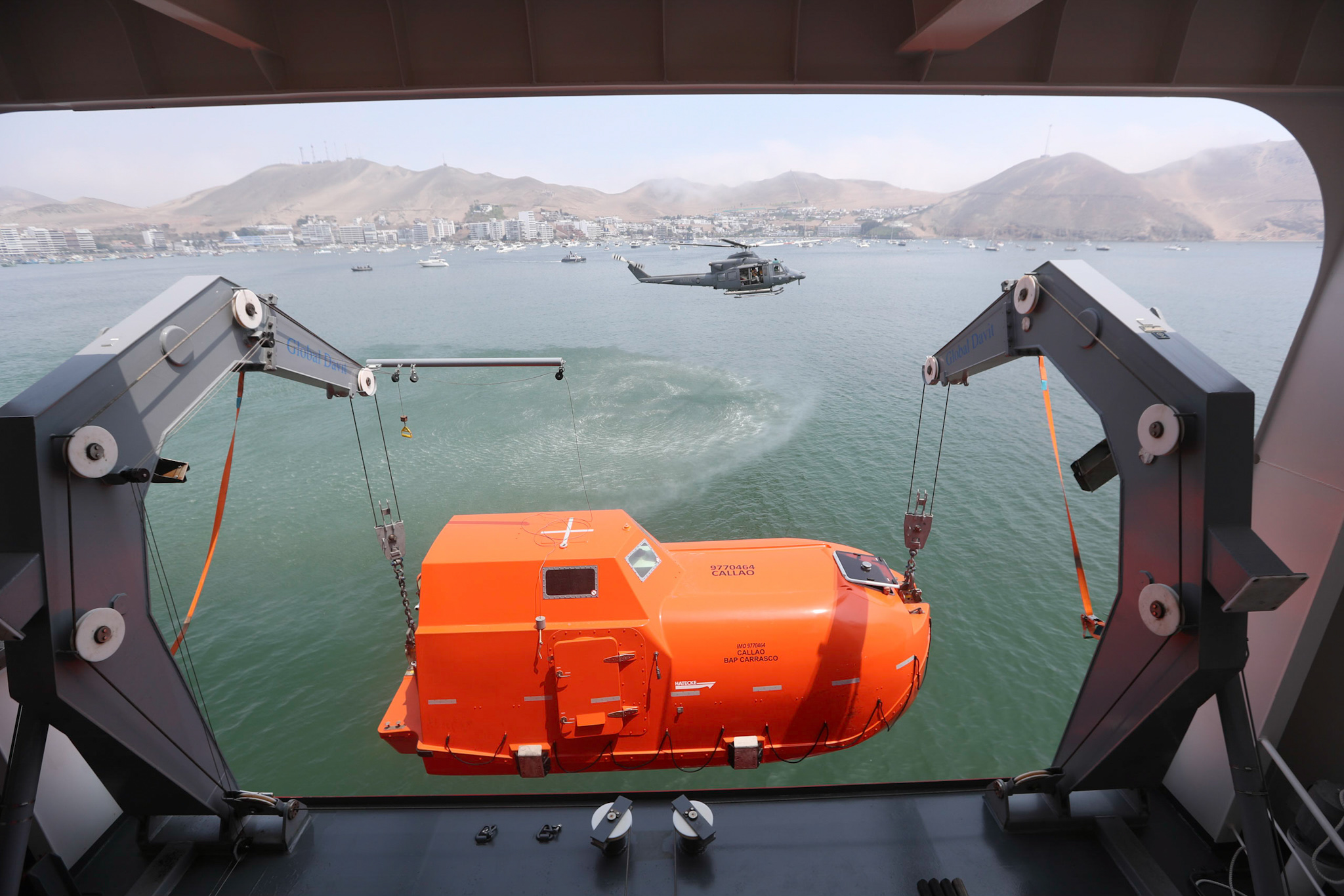
canot de sauvetage

### Note et référence
- (en) Cet article est partiellement ou en totalité issu de l’article de Wikipédia en anglais intitulé « BAP Carrasco (BOP-171) » (voir la liste des auteurs).